# Ditafone

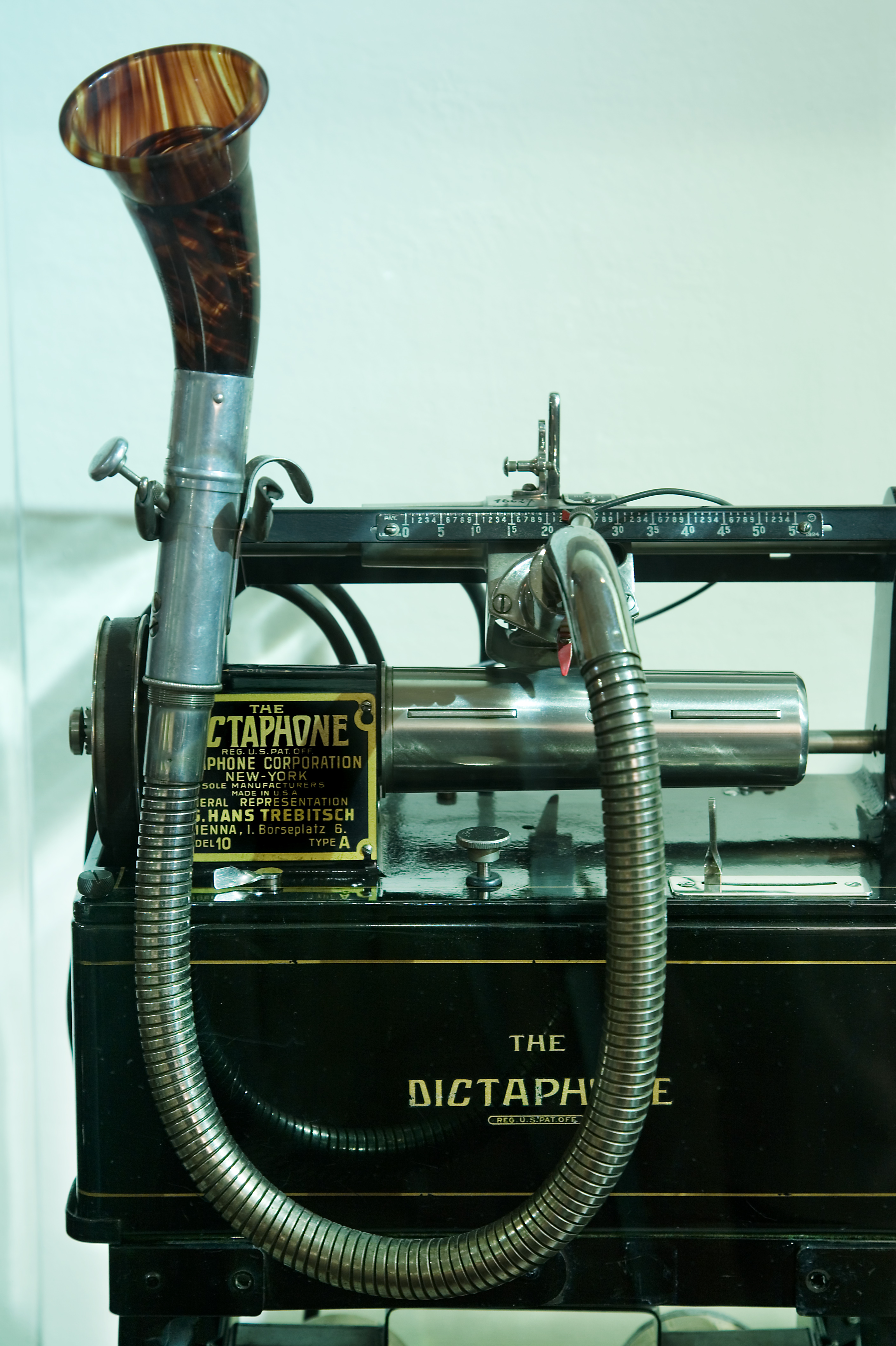
Ditafone.

Ditafone é um aparelho fonográfico com fins comerciais, inventado por Thomas Edison, que grava em tubos de cera o ditado de cartas, que devem ser reproduzidas por datilografia.